# Millers de Minneapolis (AHA)
Cet article concerne l'équipe de l'Association Américaine de hockey (AHA). Pour les autres significations, voir Millers de Minneapolis.
Les Millers de Minneapolis sont une équipe professionnelle de hockey sur glace de ligue mineure d'Amérique du Nord.

## Historique
Basée à Minneapolis dans le Minnesota aux États-Unis, l'équipe évolue dans le Minneapolis Arena pour la saison 1925-1926 de la première Ligue centrale de hockey puis dans l'Association américaine de hockey à partir de 1926.
Les Millers jouent dans l'AHA (sigle désignant le nom anglais de l'American Hockey Association) jusqu'à la fin de la saison 1930-1931. L'équipe de Minneapolis change alors une nouvelle fois de ligue pour rejoindre les rangs de la nouvelle LCH. Cette dernière ne dure que jusqu'en 1934 et les Millers retournent jouer dans l'AHA jusqu'en 1942. La Seconde Guerre mondiale met une pause dans les activités de la franchise mais cette dernière revient en activité en 1945 au sein de la United States Hockey League jusqu'à la fin de la saison 1949-1950, dernière saison jouée par l'équipe.

## Statistiques
| No | Saison    | PJ | V  | D  | N  | BP  | BC  | Pts | Classement        | Séries éliminatoires | Entraîneur                               |
| -- | --------- | -- | -- | -- | -- | --- | --- | --- | ----------------- | -------------------- | ---------------------------------------- |
| 1  | 1925-1926 | 40 | 22 | 10 | 8  | 82  | 62  | 50  | 1er LCH           | -                    |                                          |
| 2  | 1926-1927 | 38 | 17 | 11 | 10 | 60  | 51  | 44  | 2e AHA            | Finalistes           | Lloyd Turner                             |
| 3  | 1927-1928 | 40 | 18 | 17 | 5  | 65  | 51  | 41  | 3e AHA            | Vainqueurs           | Lloyd Turner                             |
| 4  | 1928-1929 | 40 | 18 | 12 | 10 | 77  | 51  | 46  | 2e AHA            | 1er tour             | Lloyd Turner                             |
| 5  | 1929-1930 | 48 | 15 | 21 | 12 | 82  | 82  | 42  | 5e AHA            | Non qualifiés        | Billy Stuart                             |
| 6  | 1930-1931 | 46 | 11 | 33 | 2  | 65  | 136 | 22  | 7e AHA            | Non qualifiés        | John Dwan                                |
| 7  | 1931-1932 | 36 | 22 | 11 | 3  | 113 | 67  | 44  | 2e LCH            | -                    |                                          |
| 8  | 1932-1933 | 40 | 25 | 13 | 2  | 99  | 78  | 50  | 2e LCH            | -                    |                                          |
| 9  | 1933-1934 | 44 | 28 | 11 | 5  | 129 | 86  | 56  | 1er LCH           | -                    | Stewart Adams                            |
| 10 | 1934-1935 | 48 | 21 | 19 | 8  | 108 | 105 | 42  | 2e LCH            | -                    | Danny Cox                                |
| 11 | 1936-1937 | 48 | 23 | 21 | 4  | 102 | 105 | 46  | 2e AHA            | Vainqueurs           | Joe Simpson                              |
| 12 | 1937-1938 | 48 | 24 | 15 | 9  | 140 | 100 | 48  | 2e AHA            | Finalistes           | Joe Simpson                              |
| 13 | 1938-1939 | 54 | 31 | 17 | 6  | 214 | 139 | 62  | 2e AHA            | 1er tour             | Ching Johnson                            |
| 14 | 1939-1940 | 48 | 26 | 22 | 0  | 170 | 140 | 52  | 3e AHA            | 1er tour             | Ching Johnson                            |
| 15 | 1940-1941 | 48 | 25 | 23 | 0  | 136 | 106 | 50  | 3e AHA            | 1er tour             | Marty Barry                              |
| 16 | 1941-1942 | 50 | 22 | 25 | 3  | 141 | 158 | 47  | 3e AHA Nord       | Non qualifiés        | Marty Barry                              |
| 17 | 1945-1946 | 56 | 20 | 33 | 3  | 192 | 263 | 43  | 7e USHL           | Non qualifiés        | Art Lesieur Percy Galbraith Evy Scotvold |
| 18 | 1946-1947 | 60 | 28 | 22 | 10 | 214 | 197 | 66  | 3e USHL Northern  | 1er tour             | William Cook                             |
| 19 | 1947-1948 | 66 | 34 | 26 | 6  | 259 | 228 | 74  | 1er USHL Northern | Finalistes           | William Cook                             |
| 20 | 1948-1949 | 66 | 27 | 24 | 15 | 223 | 211 | 69  | 4e USHL Northern  | Non qualifiés        | William Cook                             |
| 21 | 1949-1950 | 70 | 33 | 28 | 9  | 297 | 257 | 75  | 2e USHL           | Vainqueurs           | William Cook                             |